# Analyse

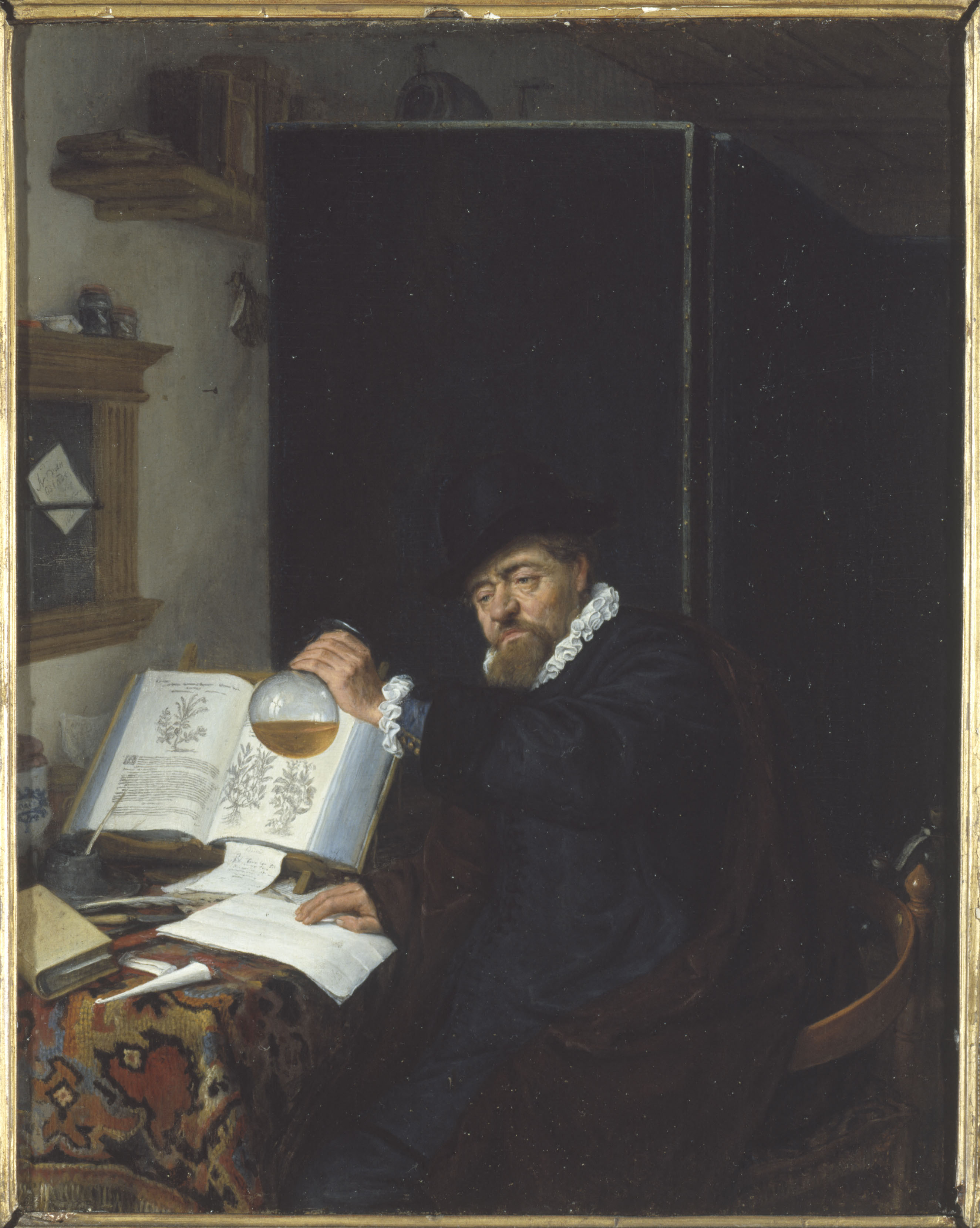
Adriaen van Ostade, „Analyse“ (1666)

Eine Analyse (von griechisch ἀνάλυσις análysis „Auflösung, Zergliederung“) ist eine systematische Untersuchung, bei der das untersuchte Objekt in seine Bestandteile (Elemente) zerlegt wird. Diese Elemente werden dabei auf der Grundlage von Kriterien erfasst und anschließend geordnet, untersucht und ausgewertet. Insbesondere betrachtet man Beziehungen und Wirkungen (oft: Interdependenzen) zwischen den Elementen.
Gegenbegriff zu Analyse („Auflösen in Einzelbestandteile“) ist Synthese („Zusammensetzen von Elementen zu einem System“).

## Allgemeines
Analyse wird in der Fachliteratur als die „Zergliederung eines Ganzen in seine Teile und Untersuchung der Teile in ihrem Verhältnis zum Ganzen“ definiert. Es geht bei der Analyse darum, die Glieder einer mehr oder weniger komplexen Ganzheit zu bestimmen. Analytische Definitionen erklären einen Begriff durch logische Zerlegung in seine Merkmale. Die Wissenschaft, die sich mit der Durchführung der Analyse eines Sachverhaltes oder eines Gegenstandes befasst, ist die Analytik.

## Grundlagen
Je nach Wissenschaftszweig werden für Analysen verschiedene Methoden benutzt.

### Naturwissenschaften
In der Analytischen Chemie geht es darum die Einzelbestandteile von zusammengesetzten Stoffen oder Lösungen, welche als Analysenprobe bezeichnet werden, mit chemischen und physikalischen Methoden zu ermitteln. Dabei wird zwischen qualitativer („Welche Stoffe sind vorhanden?“) und quantitativer Analyse („Wie viel eines bestimmten Stoffes ist vorhanden?“) unterschieden (siehe auch Strukturanalyse). In der biochemischen Analyse werden Kombinationen von chemischen, physikalischen und biologischen Methoden angewendet wie z. B. bei Immunoassays mithilfe von Antikörpern und/oder Enzymen oder bei der DNA-Sequenzanalyse mit vorangehender Probenamplifikation durch PCR. Beim analytischen Arbeiten werden Chemikalien von besonderem Reinheitsgrad eingesetzt. Sie sind mit der Abkürzung p. a. (pro analysi = für die Analyse) gekennzeichnet. Chemikalien dieses Reinheitsgrads werden u. a. von den international tätigen Unternehmen Merck KGaA, dessen Tochterunternehmen Sigma-Aldrich und der Firma Carl Roth vertrieben.
Ein weiterer Aspekt des Analysebegriffes ist die Strukturaufklärung einer unbekannten Verbindung in der Anorganischen Chemie oder der Organischen Chemie. Von Strukturaufklärung spricht man, wenn die Struktur der Verbindung zum ersten Mal oder ohne Vergleichsdaten aufgefunden werden muss, von Identifizierung, wenn es Referenzmaterial gibt, wenn es also nur darum geht, die Identität der chemischen Verbindung einer Probe mit einer bereits bekannten Verbindung festzustellen. Hilfsmittel bei der Strukturaufklärung sind vor allem Chemische Analyse (Elementarzusammensetzung), 1H-NMR-Spektroskopie, 13C-NMR-Spektroskopie, Massenspektrometrie, IR-Spektroskopie, eventuell auch UV-VIS-Spektroskopie. Auch Aufbaureaktionen, Abbaureaktionen oder Derivatisierungsreaktionen können zur Anwendung kommen. Strukturbeweis ist oder war in solchen Fällen zum Beispiel die Synthese der vermuteten Verbindung mit Hilfe bekannter, definierter Reaktionstechniken. Zur Identifizierung dienen ebenfalls Spektrenvergleiche (aus der Literatur oder mit Hilfe von Datenbanken); hinzu kommen Vergleiche mit Hilfe chromatographischer Verfahren, mit Hilfe von Brechungsindizes, Siedepunkten, Schmelzpunkten und Mischschmelzpunkten.
Die Systemanalyse ist eine praktisch anwendbare Methode der Systemtheorie. Dabei konstruiert der Betrachter des Systems ein Modell eines bereits existierenden oder geplanten Systems zunächst als Black Box und verfeinert dieses im weiteren Verlauf. Dabei hat der Bearbeiter eine Auswahl bezüglich der relevanten Elemente und Beziehungen des Systems zu treffen. Das erstellte Modell ist, insbesondere bei komplexen Systemen, meist ein begrenztes, reduziertes, abstrahiertes Abbild der Wirklichkeit, mit dessen Hilfe Aussagen über vergangene und zukünftige Entwicklungen und Verhaltensweisen des Systems in bestimmten Szenarien gemacht werden sollen. Der Vorgang ist auf nahezu jedes System anwendbar, einschließlich Physik, Biologie, Demografie, Soziologie, Politik, Wirtschaft, Geographie, Technik und Informatik.

### Geisteswissenschaften
In Geisteswissenschaften ist die Analyse eines Sachverhalts in allen Untersuchungen und Studien ähnlich ausgerichtet. In allen Wissenschaften, die sich mit Kunst und kulturellen Leistungen beschäftigen, insbesondere der Kunsttheorie, ist die Analyse die Untersuchung der formalen Aspekte der Informationsquelle und der erste Schritt zu einer Interpretation eines Werkes.
Immanuel Kant (1724–1804) unterschied zwischen analytischen und synthetischen Urteilen. Die analytischen Urteile nannte er Erläuterungsurteile, die synthetischen Erweiterungsurteile (KrV B 11). Analytische Urteile setzen nach seiner Kritik der reinen Vernunft synthetische voraus, „denn wo der Verstand vorher nichts verbunden hat, da kann er auch nichts auflösen“, d. h. analysieren (KrV B 130).
Die Wirtschaftswissenschaften bedienen sich – je nach Zweck – der Arbeitsanalyse, Bilanzanalyse, Datenanalyse, Finanzanalyse, Marktanalyse, Risikoanalyse oder Schwachstellenanalyse (letztere beiden werden auch in anderen Fachgebieten angewandt).

## Methoden
Die meisten Wissenschaftszweige (z. B. Sozial- und Wirtschaftswissenschaften, Informatik, Ingenieurwissenschaften usw.) verwenden für Analysen bestimmte statistische Werkzeuge. In der Regel werden Beziehungen und Auswirkungen zwischen spezifischen Kennzahlen analysiert. Dies kann zum Beispiel anhand von ABC-Analysen, Trends, Varianzen oder Portfolio-Analysen getan werden. Die Datenanalyse entspricht dabei der Phase der Auswertung und anschließenden Interpretation der gesammelten Daten. Das Ziel einer solchen Analyse ist meist die Feststellung eines Ist-Zustandes oder die Erforschung von Ursachen dieses Ist-Zustandes. Dabei kann man zwischen qualitativer Analyse („Gibt es Hinweise auf Zusammenhänge zwischen Variablen?“) und quantitativer Analyse („Wie stark sind diese Zusammenhänge?“) unterscheiden. Die Analysephase ist meist nur ein Schritt, um ein Problem zu lösen oder eine Situation zu verbessern.
Six Sigma (6σ) ist ein Managementsystem zur Prozessverbesserung, statistisches Qualitätsziel und zugleich eine Methode des Qualitätsmanagements. Ihr Kernelement ist die Beschreibung, Messung, Analyse, Verbesserung und Überwachung von Geschäftsvorgängen mit statistischen Mitteln. Es ist eine Methode mit einem umfassenden Set an Werkzeugen zur systematischen Verbesserung oder Neugestaltung von Prozessen. Dabei folgt der Projektstrukturplan bei Prozessverbesserungsprojekten der Vorgehensweise Define – Measure – Analyze – Improve – Control (DMAIC). Six-Sigma-Projekte verfolgen letztendlich die Verbesserung des Unternehmensergebnisses.